# TVXQ
TVXQ (stiliseret som TVXQ!), et akronym for Tong Vfang Xien Qi  (kinesisk: 東方神起) er en sydkoreansk popduo bestående af U-Know Yunho og Max Changmin. De er kendt som Tohoshinki (東方神起 Tōhōshinki) i japanske udgivelser og kaldes nogle gange DBSK, en forkortelse af deres koreanske navn Dong Bang Shin Ki  (Hangul: 동방신기). Deres navn kan nogenlunde oversættes til "Østens opstigende guder".  
Dannet af SM Entertainment i 2003, begyndte TVXQ som et boyband bestående af 5 medlemmer: U-Know Yunho, Max Changmin, Hero Jaejoong, Micky Yoochun, og Xiah Junsu. De blev straks lanceret til at få mainstream-succes efter udgivelsen af deres første fysiske single "Hug" (2004), som toppede som nummer fire på MIAKs månedlige musikoversigt. Deres første studioalbummer Tri-Angle (2004) og Rising Sun (2005) var begge topsælgere, der gjorde bandet kendt uden for Sydkorea. Under Avex trådte TVXQ ind på det japanske marked med deres første japanske album Heart, Mind and Soul (2006), men det havde ikke lige så meget succes, som de havde i Sydkorea.
TVXQ fik international berømmelse i slutningen af 2000'erne, efter at gruppen opnåede anmelderros i den koreanske musikindustri for deres bedstsælgende album "O"-Jung.Ban.Hap. (2006) og Mirotic (2008), der begge vandt Golden Disk Award for Album of the Year. Sidstnævnte album indeholder også pophittet "Mirotic", kaldt en ikonisk sang i K-pop. Med fire singler øverst på hitlisterne fik TVXQ udbredt medieopmærksomhed i Japan efter udgivelsen af deres fjerde japanske album The Secret Code (2009). På trods af deres kommercielle succes kom gruppen dog ud i juridiske problemer og intern konflikt, da medlemmerne Jaejoong, Yoochun og Junsu forsøgte at komme fri af deres koreanske pladeselskab, SM Entertainment. Forud for trioens afgang i 2010 udgav TVXQ deres sidste japanske album som kvintet, Best Selection 2010, som blev gruppens første album til toppen af Oricon Albums Chart. Albummet skabte to platin-sælgende singler, herunder det langvarige hit "Share the World".
Efter en et år lang pause kom TVXQ tilbage som en duo med de resterende medlemmer Yunho og Changmin. De udgav TVXQs femte koreanske album Keep Your Head Down (2011), der toppede albumoversigter på de fleste store asiatiske markeder ved udgivelsen. Deres første to japanske album som duo, Tone (2011) og Time (2013) styrkede deres succes i Japan, da det skabte TVXQs ry som en af top-kunstnerne i landet. Deres ottende japanske album With (2014) gjorde TVXQ til den første og eneste udenlandske musikgruppe i Japan, til at have fire nummer et album i træk.
Med over 10 millioner fysiske album solgt i de første 10 år af deres karriere,  er TVXQ blevet en af Asiens mest succesfulde musikgrupper i deres generation. De omtales ofte som "Asiens stjerner" og "Kongerne af K-pop"   på grund af deres enorme succes og bidrag til Hallyu.    Ifølge Oricon er TVXQ den udenlandske gruppe med flest nummer-et singler,  og er Japans bedst sælgende udenlandske musikgruppe i CD-singler nogensinde.  Deres Time Tour, en af de bedst indtjenende koncertture i 2013, havde indtil 2017 (hvor de selv brød den) rekorden for den koncert-tour med det største antal solgte billetter for en udenlandsk sanggruppe i Japan.  Med turen blev duoen de første ikke-japanske asiatiske kunstnere til at være hovednavnet i en landsdækkende fem-Dome tour, og var de første udenlandske kunstnere til at optræde som hovednavn på Nissan Stadium. I 2017 blev TVXQ den første udenlandske musikgruppe i Japan til at sælge over 1 million billetter til en enkelt koncerttur.  Billboard har beskrevet gruppen som "K-pop royalty". 